# 利伯達斯足球會
利伯達斯足球會（義大利語：Associazione Calcio Libertas），又譯「利伯達斯」，是聖馬力諾的一個足球會，總部設在博爾戈馬焦雷。該俱樂部成立於1928年，是聖馬力諾歷史最悠久的足球俱樂部，目前於聖馬力諾足球錦標賽聖馬力諾足球錦標賽角逐。球隊的顏色是紅色和白色。

## 榮譽
聖馬力諾足球錦標賽
- 冠軍 (1)：1996

蒂塔諾盃
- 冠軍 (11)：1937, 1950, 1954, 1958, 1959, 1961, 1987, 1989, 1991, 2006, 2014

聖馬力諾聯邦盃
- 冠軍 (3)：1989, 1992, 1996

聖馬力諾超級盃
- 冠軍 (1)：2014

## 歐洲賽紀錄
| 季節    | 賽事       | 回合         | 俱樂部   | 首回合 | 次回合 | 合計 |
| ------- | ---------- | ------------ | -------- | ------ | ------ | ---- |
| 2007–08 | 歐洲足協盃 | 外圍賽第一圈 | 爱尔兰   | 1–1    | 0–3    | 1–4  |
| 2012–13 | 歐霸盃     | 外圍賽第一圈 | 北馬其頓 | 0–4    | 0–4    | 0–8  |
| 2013–14 | 歐霸盃     | 外圍賽第一圈 | 塞拉耶佛 | 1–2    | 0–1    | 1–3  |
| 2014–15 | 歐霸盃     | 外圍賽第一圈 | 保迪夫   | 0–2    | 0−4    | 0–6  |

## 外部連結
- AC LIBERTAS site（页面存档备份，存于）
- FSGC page
- eufo.de - Team Squad（页面存档备份，存于）